# Josh West
Josh West (ur. 25 marca 1977 w Santa Fe) – brytyjski wioślarz, srebrny medalista w wioślarskiej ósemce podczas Letnich Igrzysk Olimpijskich w Pekinie.

## Osiągnięcia
- Mistrzostwa Świata – Lucerna 2001 – ósemka – 5. miejsce[1].
- Mistrzostwa Świata – Sewilla 2002 – czwórka bez sternika – 2. miejsce[1].
- Mistrzostwa Świata – Mediolan 2003 – czwórka bez sternika – 2. miejsce[1].
- Igrzyska Olimpijskie – Ateny 2004 – ósemka – 9. miejsce[1].
- Mistrzostwa Świata – Gifu 2005 – ósemka – 4. miejsce[1].
- Mistrzostwa Świata – Eton 2006 – ósemka – 5. miejsce[1].
- Mistrzostwa Świata – Monachium 2007 – ósemka – 3. miejsce[1].
- Igrzyska Olimpijskie – Pekin 2008 – ósemka – 2. miejsce[1].